# Ateji
Ateji (jap. 当て字) sind chinesische Schriftzeichen bzw. Kanji, die in der japanischen Sprache zur Bezeichnung von Begriffen ohne Rücksicht auf ihre eigentliche Bedeutung nur der Aussprache nach benutzt werden. Gegenstück zu den Ateji sind die Jukujikun, bei denen Begriffen mit einer bereits vorher vorhandenen Aussprache eine Schriftzeichenkombination ohne Rücksicht auf deren Herkunftsaussprache zugewiesen wurde.
Im Altertum wurden Man’yōgana als Ateji verwendet.

## Übersicht

### Grundanwendung
Eine Grundanwendung von Ateiji ist die Schreibung japanischer Eigennamen, Flurnamen etc. mit chinesischen Zeichen. So gibt es für den männlichen Vornamen „Takashi“ über 40 Varianten, die mit Kanji geschrieben werden können. Bei Flurnamen ist der Berg Fuji 富士 ein prominentes Ateji-Beispiel. Das aus der Ainu-Sprache stammende Wort wird mit zwei Zeichen geschrieben, die „Edler Gentleman“ bedeuten. Das Gleiche gilt für Ortsnamen wie Karuizawa (軽井沢, „Bimssumpf“) oder Kamakura (鎌倉, „Sichelspeicher“), die Ateji sind. In diese Gruppe gehören auch Ortsnamen, die am Ende mit dem Zeichen für „Tür“ 戸 と geschrieben werden, das nur den Laut to wiedergeben soll.

### Ländernamen
Auch viele Länder- und Ortsnamen wurden mit Ateji wiedergegeben. Richtungsweisend waren die Jesuiten in China bei der Erstellung von Weltkarten in chinesischer Sprache, zum Beispiel Matteo Ricci. Die Japaner übernahmen diese Schreibweisen weitgehend, zum Beispiel 伯林 (柏林), für Berlin, obwohl die Kanjis in der sino-japanische On-Lesung „Hakurin“, als japanische Kun-Lesung „Hakubayashi“ beziehungsweise als japanischer Familienname „Kashiwabayashi“ gelesen wird, ist die Aussprache weit entfernt vom Chinesischen, „Bólín“ 柏林. Tatsächlich lautet für Berlin auf Japanisch als Ateji die Aussprache „Berurin“ 伯林. Weiter gibt es bei den Ländernamen gelegentlich deutliche Unterschiede in der Zeichenwahl. Während Deutschland bei den Chinesen auf Hochchinesisch (Standardchinesisch) als „Déguó“ 德國 / 德国 = „Tugendland“ bezeichnet wird, benutzt Japan in der historischen Kanji-Schreibung 独逸 Doitsu für Deutschland. Das erste Schriftzeichen 独 doku bedeutet „allein“, das zweite 逸 tsu unter anderem „fliehen“ oder „abschweifen“. Beide werden aber in diesem Fall rein phonetisch verwendet, um das Wort „deutsch“ nachzubilden.

### Lehnwörter
Eine Verwendung von Ateji sind alte Lehnwörter, die nicht aus dem Chinesischen stammen, etwa Speisen oder Handelswaren aus dem ersten Kontakt mit Europäern im 16. Jahrhundert. Ein Beispiel ist „Tempura“ (Tenpura) 天麩羅, 天婦羅 für die ehemalige Fastenspeise (frittierter Fisch, Garnelen und Gemüse) der Portugiesen. Diese Schriftzeichen wurden nach der Lesung ausgesucht.
Setzt man die Bedeutung um, kommt man zu Schriftzeichen für Tabak, 煙草 mit der Bedeutung „Rauch-Gras“. Diese werden hier „tabako“ gesprochen und nicht etwa „kemuri-kusa“, wie es den Zeichen entspricht. Manchmal gelingt auch beides, zum Beispiel bei der (veralteten) Schreibung für kurabu, „Club“. Die Schriftzeichen 倶楽部 können als ku – ra(ku) – bu gelesen werden und bedeuten in etwa „Zusammen – Spaß – Ort“.
Einige Ateji sind auch von Ladenbesitzern erfunden worden, um ihr Produkt in einem besseren Licht erscheinen zu lassen, indem man Schriftzeichen mit der passenden Lesung, aber einer positiveren Bedeutung verwendet, siehe etwa Sushi 寿司. Das erste Kanji 寿 kotobuki (On-Lesung ju, su, Kun-Lesung kotobuki) bedeutet „langes Leben“, das zweite Kanji 司 tsukasa (On-Lesung shi, Kun-Lesung tsukasa) bedeutet eigentlich „Beamter“.

### Heutiger Gebrauch
Um Fremdwörter zu schreiben, werden im modernen Japanisch, seit der Schriftreform 1946, ausschließlich Katakana verwendet. Die meisten Ateji werden daher im normalen Sprachgebrauch nicht mehr benutzt. Lediglich bei einigen Wörtern, die so fest im Sprachgebrauch verankert waren, dass sie nicht mehr als Fremdwort empfunden werden, wie tabako, wird weiterhin in Kanji geschrieben oder, wenn die Schriftzeichen zu kompliziert sind, in Hiragana.
Die Abkürzungszeichen für Ländernamen (zum Beispiel 独 doku für Deutschland), die in Komposita verwendet werden (zum Beispiel 日独関係 nichidoku kankei „japanisch-deutsche Beziehungen“), gehen direkt auf die alten Ateji-Schreibungen der Ländernamen zurück. Weitere Beispiele dafür sind 亜 a für Asien, abgeleitet von 亜細亜 Ajia, und 米 bei für Amerika, abgeleitet von 亜米利加 Amerika. (siehe dazu Liste der Ländernamen im Japanischen)